# Alan Cox
Alan Cox, nacido en 1968, es un programador muy involucrado en el desarrollo del núcleo Linux desde sus inicios en 1991.

## Biografía
Mientras estaba empleado en el campus de la Universidad de Gales, Swansea, instaló una de las primeras versiones de Linux en una de las máquinas que pertenecían a la universidad. Esta fue una de las primeras instalaciones de Linux en una gran red, y gracias a ella se revelaron muchos errores en la parte del código correspondiente a redes. Cox arregló muchos de estos fallos, y reescribió también muchos de los subsistemas de la parte de redes. Acabó siendo uno de los principales desarrolladores y mantenedores del núcleo.
Ha mantenido una vieja rama del núcleo (2.2.x), y sus propias versiones de la rama estable (2.4.x) (que tenían la coletilla "ac" de Alan Cox en el nombre, por ejemplo 2.4.13-ac1). Esta rama era muy estable y contenía muchos arreglos que entraban directamente en los núcleos de los distribuidores de Linux. Una vez fue conocido como el segundo al mando después de Linus Torvalds. Sus densos y amigables comentarios han guiado a muchos programadores dentro de la lista de correo del núcleo. Alan trabaja para Red Hat y vive en Swansea, Gales con su esposa Telsa Gwynne. 
Dedica unas diez horas diarias a la programación. Su mujer mantiene una web, sobre lo que les ocurre en sus vidas personales que está relacionado con el título: "the other side of the story".
Fue el principal desarrollador de AberMUD, que escribió cuando era un estudiante en la Universidad Aberystwyth, en Gales.
Es un gran defensor de la libertad de programación y también un gran representante del movimiento en contra de las patentes de software. Dijo que no visitaría Estados Unidos por miedo a ser encarcelado después del arresto de Dmitry Sklyarov por violaciones de leyes de copyright.
Alan Cox recibió un premio de la Free Software Foundation en el año 2003 en la conferencia FOSDEM de Bruselas.
A mediados del 2009, y por problemas personales con Linus Torvalds; Alan Cox decide abandonar el mantenimiento del subsistema TTY en el kernel Linux, un subsistema que él llevaba años manteniendo y desarrollando.